# Portachuelo
Portachuelo är en ort i Bolivia.   Den ligger i departementet Santa Cruz, i den centrala delen av landet, 270 km nordost om huvudstaden Sucre. Portachuelo ligger 298 meter över havet och antalet invånare är 11 485.
Terrängen runt Portachuelo är mycket platt, och sluttar norrut. Närmaste större samhälle är Montero, 15,1 km öster om Portachuelo.
Omgivningarna runt Portachuelo är huvudsakligen savann. Runt Portachuelo är det tätbefolkat, med 297 invånare per kvadratkilometer.